# Wittstedt
Wittstedt is een dorp en voormalige gemeente in het Landkreis Cuxhaven in de deelstaat Nedersaksen. Het dorp werd in 1974 gevoegd bij de gemeente Bramstedt die zelf in 2014 opging in Hagen im Bremischen. Even ten westen van het dorp ligt een hunebed dat door Ernst Sprockhoff genummerd is als 618.
- Virtual International Authority File: 242750988